# Mistrzostwa Świata w Zapasach 1957
Mistrzostwa Świata w Zapasach 1957 odbyły się w mieście Stambuł (Turcja).

## Styl wolny
| Konkurencja: | Złoto              | Srebro                | Brąz               |
| ------------ | ------------------ | --------------------- | ------------------ |
| -52 kg       | Mehmet Kartal      | Mirian Całkałamanidze | Luigi Chinazzo     |
| -57 kg       | Hüseyin Akbaş      | Tauno Jaskari         | Yasuyuki Shimamura |
| -62 kg       | Mustafa Dağıstanlı | Hosejn Ebrahimijan    | Norik Muszegijan   |
| -67 kg       | Alimbieg Biestajew | Hayrullah Şahin       | Kazuo Abe          |
| -73 kg       | Wachtang Balawadze | İsmail Ogan           | Murtaza Murtazow   |
| -79 kg       | Nabi Sorouri       | Georgij Szirtladze    | Hasan Güngör       |
| -87 kg       | Petko Sirakow      | Borys Kulajew         | İsmet Atlı         |
| +87 kg       | Hamit Kaplan       | Wilfried Dietrich     | Jusein Mechmedow   |

## Tabela medalowa
| Lp. | Państwo   | Złoto | Srebro | Brąz |
| --- | --------- | ----- | ------ | ---- |
| 1   | Turcja    | 4     | 2      | 2    |
| 2   | ZSRR      | 2     | 3      | 1    |
| 3   | Iran      | 1     | 1      | 0    |
| 4   | Bułgaria  | 1     | 0      | 2    |
| 5   | Finlandia | 0     | 1      | 0    |
|     | Niemcy    | 0     | 1      | 0    |
| 7   | Japonia   | 0     | 0      | 2    |
| 8   | Włochy    | 0     | 0      | 1    |